# فینال جام باشگاه‌های جهان ۲۰۱۱
فینال جام باشگاه‌های جهان ۲۰۱۱ مسابقه فینال جام باشگاه‌های جهان ۲۰۱۱، تورنمنت فوتبال به میزبانی ژاپن بود. این هشتمین فینال جام باشگاه‌های جهان، یک تورنمنت توسط فیفا بین برندگان شش کنفدراسیون قاره‌ای و همچنین قهرمان لیگ کشور میزبان بود.
مسابقه فینال بین سانتوس برزیل، قهرمان کونمبول و بارسلونا اسپانیا، قهرمان یوفا برگزار شد. بارسلونا ۴–۰ سانتوس را شکست داد و دومین جام باشگاه‌های جهان را فتح کرد، دو سال پس از اینکه اولین قهرمانی خود را در سال ۲۰۰۹ بدست آورد.
این مسابقه به عنوان رویارویی بین لیونل مسی، مهاجم بارسلونا و نیمار، مهاجم ۱۹ ساله سانتوس اعلام شد. مسی با به ثمر رساندن دو گل در فینال و برنده شدن بهترین بازیکن مسابقه و همچنین بهترین بازیکن مسابقات "دوئل" را برد.

## مسیر تا فینال
| سانتوس                                               | تیم           | بارسلونا                                         |
| ---------------------------------------------------- | ------------- | ------------------------------------------------ |
| کونمبول                                              | کنفدراسیون    | یوفا                                             |
| قهرمان جام لیبرتادورس ۲۰۱۱                           | نحوه شرکت     | قهرمان لیگ قهرمانان اروپا ۱۱–۲۰۱۰                |
| استراحت                                              | پلی آف        | استراحت                                          |
| استراحت                                              | یک‌چهارم نهایی | استراحت                                          |
| ۳–۱ کاشیوا ریسول (نیمار ۱۹', بورژیس ۲۴', دانیلو ۶۳') | نیمه نهایی    | ۴–۰ السد (آدریانو ۲۵'، ۴۳', کیتا ۶۴', مکسول ۸۱') |

## اخبار تیم‌ها
داوید ویا مهاجم بارسلونا پس از شکستن استخوان ساق پا در پیروزی نیمه نهایی مقابل السد، فینال را از دست داد. او شش دقیقه قبل از نیمه اول، پس از اینکه به نظر می‌رسید به طرز نامناسبی در زمین فرود آمده بود، مصدوم شد. بارسلونا پس از بازی اعلام کرد که او دچار "شکستگی استخوان درشت نی در پای چپ" شده است که می‌تواند چهار تا پنج ماه دور از میادین باشد.

## مسابقه

### خلاصه

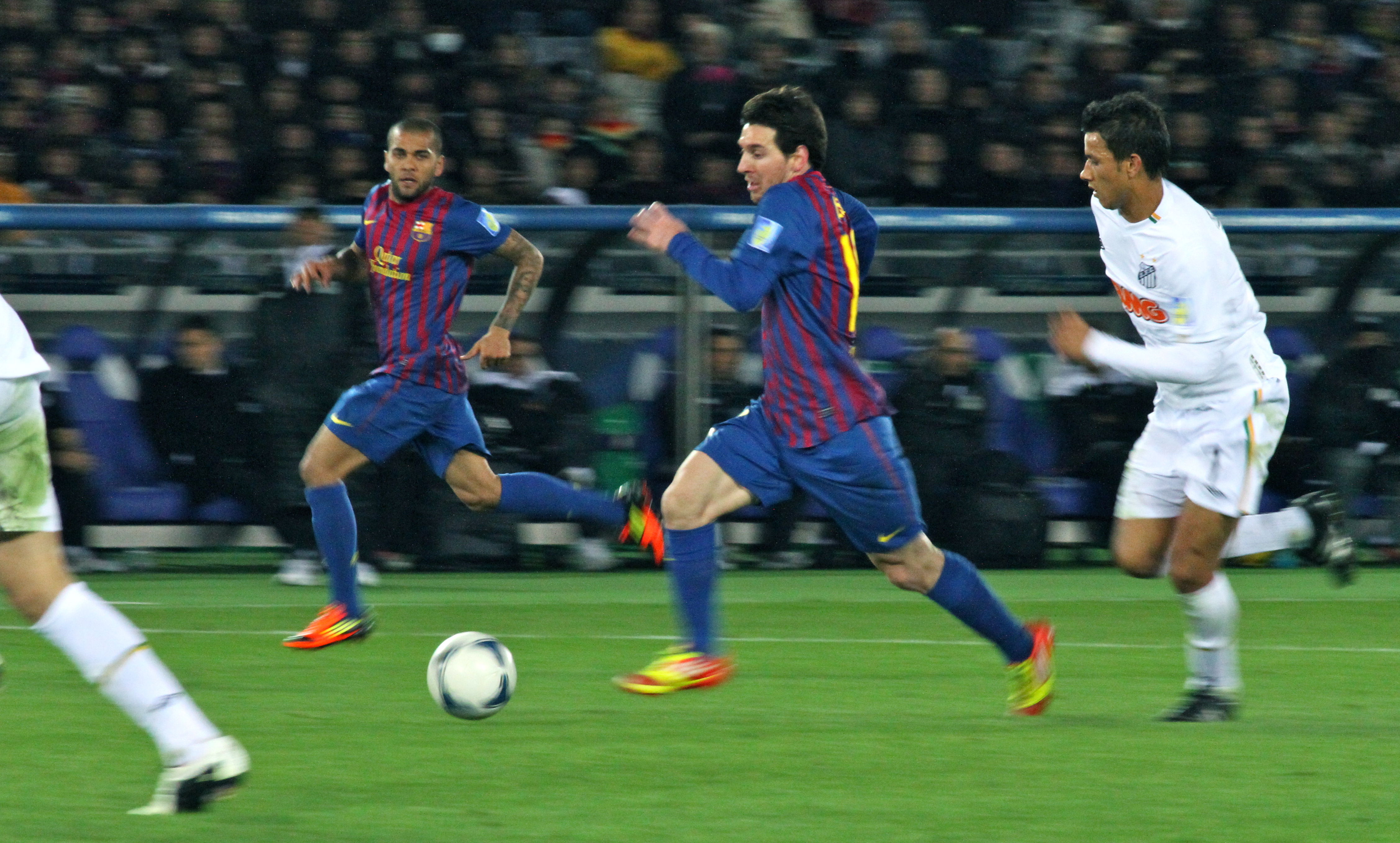
لیونل مسی، مهاجم بارسلونا در نیمه دوم بازی

سپس سانتوس تلاش کرد به گل دست یابد که توپ بورژیس توسط ویکتور والدز، دروازه‌بان بارسلونا مهار شد، قبل از اینکه ضربه سسک فابرگاس دو دقیقه بعد به تیرک دروازه برخورد کرد و سپس درست قبل از پایان نیمه، گل سوم بارسلونا را به ثمر رساند.در نیمه اول، بارسلونا به شدت مسلط بود. مسی و تیاگو در دقیقه ۱۲ دروازه‌بان سانتوس، رافائل کابرال را مجبور به مهار کردند. مسی سپس در دقیقه ۱۷ با ضربه چیپ کابرال گلزنی کرد. هفت دقیقه بعد، ژاوی با ضربه‌ای از داخل محوطه جریمه گل دوم را به ثمر رساند.
در نیمه دوم، سانتوس پیشرفت کرد و نیمار، ستاره جوان، سرانجام در دقیقه ۵۷ زمانی که با والدز تک به تک شد، فرصتی برای سانتوس داشت، اما ضربه مهار شد. ضربه دنی آلوز از بارسلونا در دقیقه ۷۹ به تیر دروازه برخورد کرد، قبل از اینکه مسی در دقیقه ۸۲ دروازه‌بان را دور بزند تا با گل دوم خود، بارسا را چهار گله کند.

### جزئیات
| سانتوس | ۰–۴   | بارسلونا                              |
| ------ | ----- | ------------------------------------- |
|        | گزارش | مسی ۱۷'، ۸۲' · ژاوی ۲۴' · فابرگاس ۴۵' |

| سانتوس | بارسلونا |

| GK            | ۱  | رافائل کابرال         |     |     |
| RB            | ۱۴ | برونو رودریگو         |     |     |
| CB            | ۲  | ادو دارسینا (کاپیتان) | '۷۴ |     |
| CB            | ۶  | دوروال                |     |     |
| LB            | ۳  | لئو                   |     |     |
| RM            | ۴  | دانیلو                |     | '۳۱ |
| CM            | ۷  | هنریکه                |     |     |
| LM            | ۵  | آروکا                 |     |     |
| RW            | ۱۰ | گانسو                 | '۷۳ | '۸۳ |
| LW            | ۱۱ | نیمار                 |     |     |
| CF            | ۹  | بورژیس                |     | '۷۹ |
| تعویض‌ها:      |    |                       |     |     |
| MF            | ۸  | الانو                 |     | '۳۱ |
| FW            | ۱۹ | آلان کاردک            |     | '۷۹ |
| MF            | ۱۸ | ایبسون                |     | '۸۳ |
| سرمربی:       |    |                       |     |     |
| موریسی رامالو |    |                       |     |     |

| GK           | ۱  | ویکتور والدز          |     |     |
| RB           | ۵  | کارلس پویول (کاپیتان) |     | '۸۵ |
| CB           | ۳  | جرارد پیکه            | '۳۹ | '۵۶ |
| LB           | ۲۲ | اریک آبیدال           |     |     |
| DM           | ۱۶ | سرخیو بوسکتس          |     |     |
| CM           | ۶  | ژاوی                  |     |     |
| CM           | ۸  | آندرس اینیستا         |     |     |
| AM           | ۴  | سسک فابرگاس           |     |     |
| RW           | ۲  | دنی آلوز              |     |     |
| LW           | ۱۱ | تیاگو                 |     | '۷۹ |
| CF           | ۱۰ | لیونل مسی             |     |     |
| تعویض‌ها:     |    |                       |     |     |
| MF           | ۱۴ | خاویر ماسچرانو        | '۷۱ | '۵۶ |
| FW           | ۱۷ | پدرو                  |     | '۷۹ |
| DF           | ۲۴ | آندرو فونتاس          |     | '۸۵ |
| سرمربی:      |    |                       |     |     |
| پپ گواردیولا |    |                       |     |     |

| کمک داوران: عبدالخامدالله رسولوف (ازبکستان) بهادر کوچکاروف (قرقیزستان) داور چهارم: یوییچی نیشیمورا (ژاپن) داور پنجم: تارو ساگارا (ژاپن) | قوانین مسابقه - ۹۰ دقیقه - ۳۰ دقیقه وقت اضافه در صورت نیاز - ضربات پنالتی اگر نتیجه همچنان مساوی است - دوازده نیمکت‌نشین - حداکثر ۳ تعویض |

### آمار
|               | سانتوس | بارسلونا |
| ------------- | ------ | -------- |
| گل            | ۰      | ۴        |
| شوت           | ۸      | ۱۶       |
| شوت در چارچوب | ۳      | ۹        |
| مالکیت توپ    | ۲۹٪    | ۷۱٪      |
| ضربه کرنر     | ۲      | ۴        |
| خطا           | ۱۳     | ۱۳       |
| آفساید        | ۰      | ۶        |
| کارت زرد      | ۲      | ۲        |
| کارت قرمز     | ۰      | ۰        |